# ات‌واتر (حوزه سرشماری)، اوهایو
ات‌واتر (به انگلیسی: Atwater) یک منطقهٔ مسکونی در ایالات متحده آمریکا است که در شهرستان پورتیج، اوهایو واقع شده‌است. ات‌واتر ۷۵۸ نفر جمعیت دارد.